# Útok (časopis)
Útok byl čtrnáctideník pro kulturu, politiku a hospodářství. Vycházel v letech 1930–1938.
Původně šlo o časopis sociálnědemokratických studentů. Od ročníku IV. vycházel pod názvem Útok – čtrnáctideník pro kulturu, politiku a hospodářství. Byl vydáván pravidelně měsíčně mimo červenec a srpen. Ročně mělo vycházet deset čísel. Od října 1934 se měsíčník proměnil na čtrnáctideník. Vycházelo čtyřiadvacet čísel ročně (někdy jako dvojčíslo: např. v roce 1935 č. 23–24, v roce 1936 č. 21–22). Poslední číslo vyšlo 19. září 1938 a bylo cenzurováno v souvislosti s mnichovskou krizí. V prvních třech ročních byl odpovědným redaktorem Miloš Koška. V ročníku IV. a V. se stal odpovědným redaktorem Jaroslav Čecháček. Majitelem a vydavatelem byl dr. Jiří Pleskot. Od října 1936 byl odpovědným redaktorem JUDr. Fran. Kraus. Majitelem a vydavatelem byl od roku 1936 politický spolek „Směr“. Tiskla Grafia dělnická knihtiskárna v Praze 11, Myslíkova, č. 15.
Časopis měl pravidelné rubriky věnované výtvarné kultuře, divadlu, modernímu tanci, literatuře, rozhlasu, kinematografii. Výjimečným počinem bylo číslo 14 z 15. dubna 1937, které celé bylo věnováno židovské otázce a které redigoval dr. Jaroslav Čecháček.
Politické příspěvky pro Útok psali např. Radim Foustka, Míla Grimmichová, J. Franta. Oblastí vztahu mezi občanem a státem v oblasti lidských práv se věnoval Dr. Otto Friedländer. Svými básněmi do Útoku přispívali např.: J. Seifert, Jiří Valja, Luděk Kubeš, Vlasta Roztočilová. Divadelní kritikou se zabývali J. J. Pavlík a Olga Srbová, Josef Träger. O existenčních problémech tehdejších mladých herců referoval Jiří Kupka. O oblastí výtvarné tvorby a výtvarnictví psal Karel Šourek (šifry: Kšk, šk). Moderní architektuře se věnoval Luděk Kubeš. Referátem nově vycházejících knih se zabýval M. Holas. Existovala i rubrika věnovaná rozhlasové tvorbě, kde o novém médiu referoval Miloslav Havel. Fotografii se věnoval Jiří Friml. V oblasti filmové tvorby a českého hraného filmu od roku 1933 byl hlavním referentem filmový publicista a kritik Jaroslav Brož (Jára Brož, J. Brož, šifry bž, -ro-). O filmu psali na stránkách Útoku Josef Trojan, J. Chaloupka, Jan Kučera. Od října 1937 filmovým referentem se stal Oldřich Koutský (šifry: O.K., o. k.).